# Veste

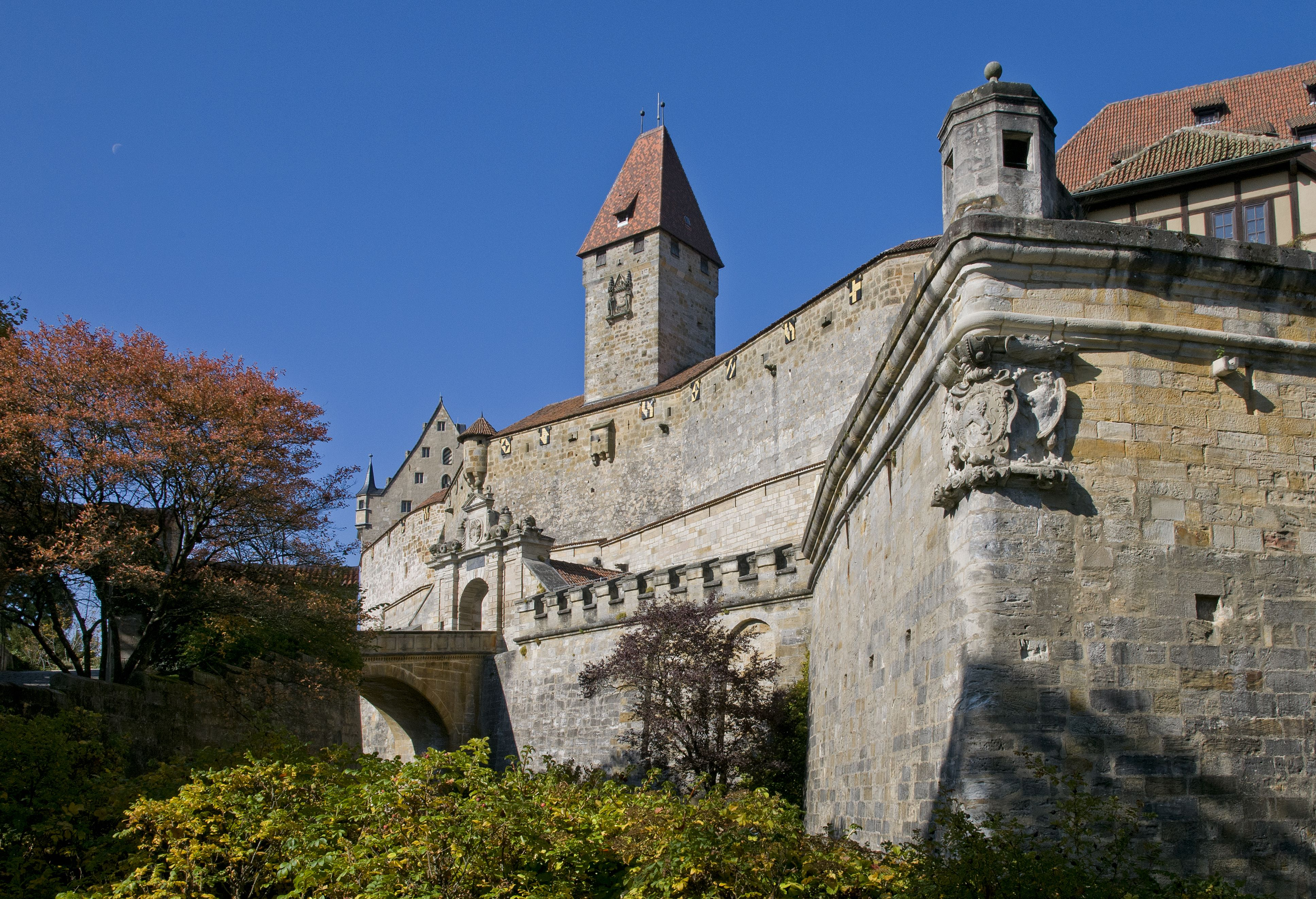
Veste Coburg (Ansicht von Südosten mit dem Hauptportal)

Veste (Aussprache: [f-]; auch Feste) ist eine ältere Bezeichnung für Burg. Das Wort stammt wie die Wörter Festung und Befestigung von dem mittelhochdeutschen Adjektiv vast („fest“) ab, vergleiche den Begriff Festes Haus für den frühesten Bautyp von Burgen. Das Adjektiv hat seinen Stamm im mittelhochdeutschen Wort veste und im althochdeutschen Wort festi.

## Bekannte Vesten
Im 16. Jahrhundert löst das Wort Festung die ältere Bezeichnung Veste ab. In Deutschland werden vor allem folgende Burgen bzw. Festungen noch mit dem alten Begriff Veste bezeichnet:
- Veste Coburg (zählt zu den am besten erhaltenen Burgen in Deutschland)
- die abgegangene Veste Erlangen
- Veste Heldburg in Heldburg im Landkreis Hildburghausen
- Fronfeste (Mindelheim), Bayern
- Fronveste (Nürnberg) am Pegnitzausfluss im Westen der Stadt.
- Fronveste (Herrieden) an der nördlichen Stadtmauer von Herrieden im mittelfränkischen Landkreis Ansbach
- Veste Oberhaus auf dem Georgsberg in Passau
- Veste Otzberg in Otzberg im Odenwald
- Veste Wachsenburg in der Wachsenburggemeinde bei Erfurt

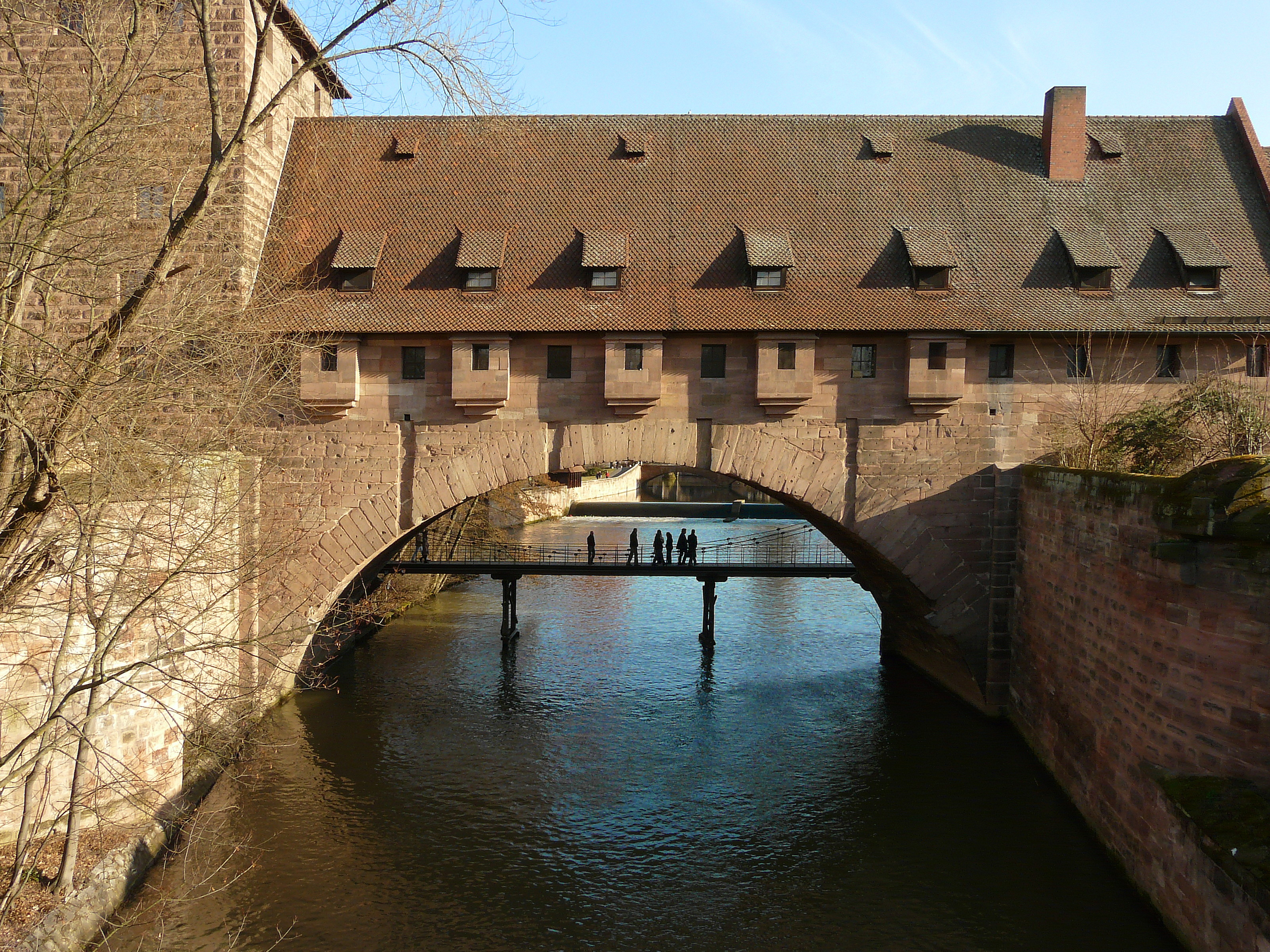
Fronfeste und Kettensteg Nürnberg

- Alte Veste bei Zirndorf

## Fronveste
Als Fronveste galt ein Ort zur Verwahrung von Menschen, die der Malefiz (= Verbrechen, Missetat) angeklagt wurden. Dort wurden auch Folterungen vorgenommen. Solche Zucht- und Arbeitshäuser entstanden erstmals in Amsterdam.